# Luc Van Brabant
Luc Van Brabant (Lokeren, 10 oktober 1909 - Veurne, 12 mei 1977) was een Vlaams schrijver.

## Levensloop
Van beroep opticien en fotograaf werd Van Brabant vanaf 1934 bekend als dichter, vertaler en essayist.
Hij stichtte, samen met Marcel Coole en Johan Daisne het tijdschrift Klaverendrie (1937-1948).
Hij was de vader van journalist en maçonniek auteur Piet Van Brabant.

## Publicaties
- Op de hielen van mijn leven (1934)
- Verzen van tussen de dagen (1935)
- De 'Onze Vader' (1936), onder pseudoniem Aug. Urk.
- Brieven zonder zegel (1936).
- Zeven ellen liefde (1940).
- Het Boek Analene’ (1941).
- Klein Viaticum (1945).
- Het Hart van Buskruit (1952).
- De vijfentwintig sonnetten van Louïze Labé, (1960), vertaling, bekroond met de Koopalprijs.
- Verzen bij moeders dood (1961).
- Louize Labé, Lionnoize, haar leven, haar liefde, haar werk.
  - Deel I: De jeugdjaren.
  - Deel II: Glorie en ondergang.
- Louize Labé et ses avontures amoureuses avec Clément Marot et le Dauphin Henry (1966).
- Les baisers littéraires et le salon de Dame Louise Labé (1967).
- Présence de Louise Labé au coeur de l'oeuvre de Clément Marot (1969).